# Bad Saarow
Bad Saarow – gmina uzdrowiskowa w Niemczech, w kraju związkowym Brandenburgia, w powiecie Oder-Spree, siedziba Związku Gmin Scharmützelsee.